# Tobias Unger
Tobias Unger (Múnich, 10 de julio de 1979) es un atleta alemán, especialista en la prueba de 4 x 100 m en la que llegó a ser subcampeón europeo en 2012.

## Carrera deportiva
En el Campeonato Europeo de Atletismo de 2010 ganó la medalla de bronce en los relevos 4 x 100 metros, con un tiempo de 38.54 segundos, llegando a meta tras Francia e Italia (plata).
Dos años después, en el Campeonato Europeo de Atletismo de 2012 ganó la medalla de plata en la misma prueba, con un tiempo de 38.44 segundos, llegando a la meta tras Países Bajos y por delante de Francia (bronce), siendo sus compañeros de equipo: Julian Reus, Alexander Kosenkow y Lucas Jakubczyk.